# Muzeum

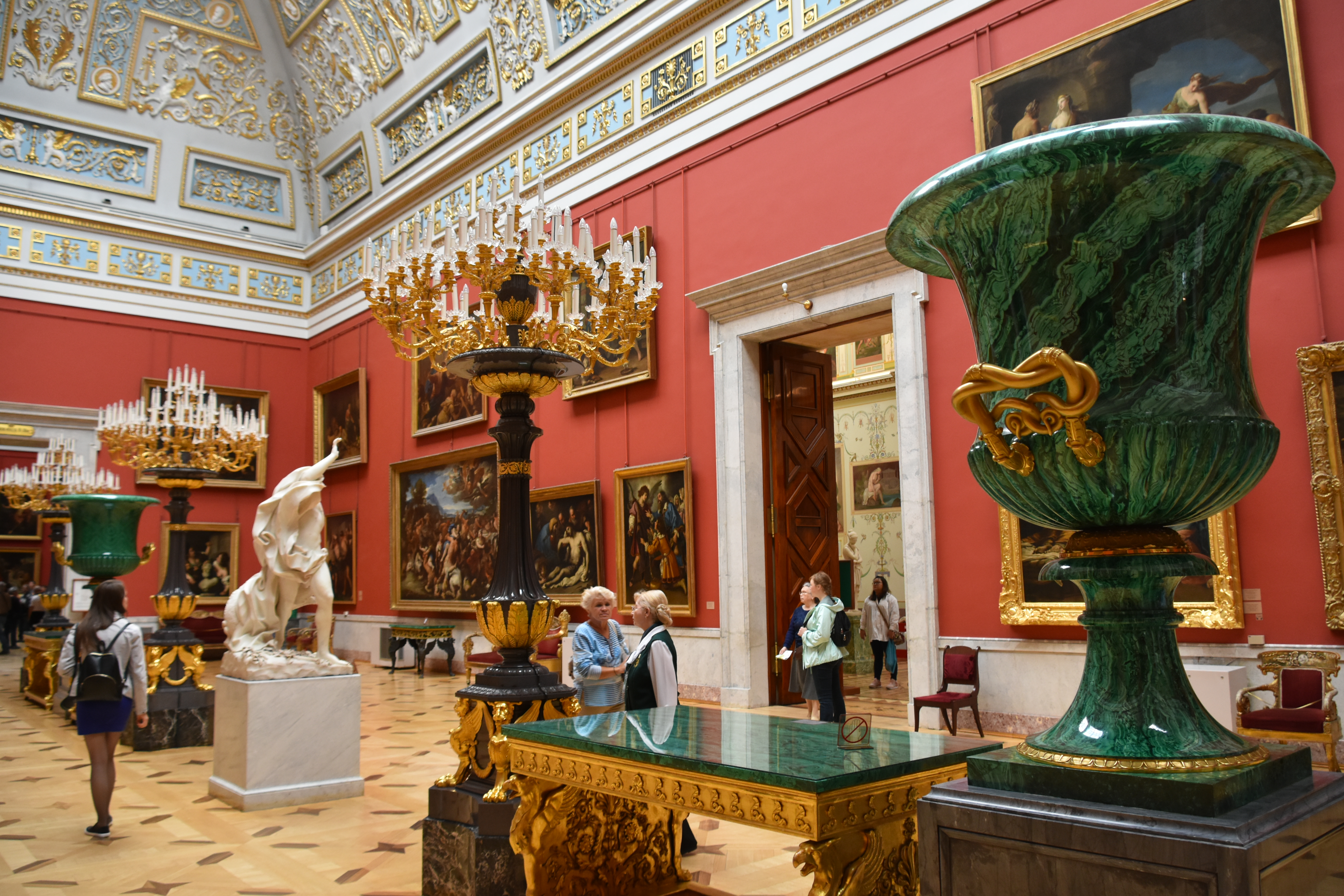
Ermitaż w Petersburgu, Wielki Świetlik Włoski (2017)

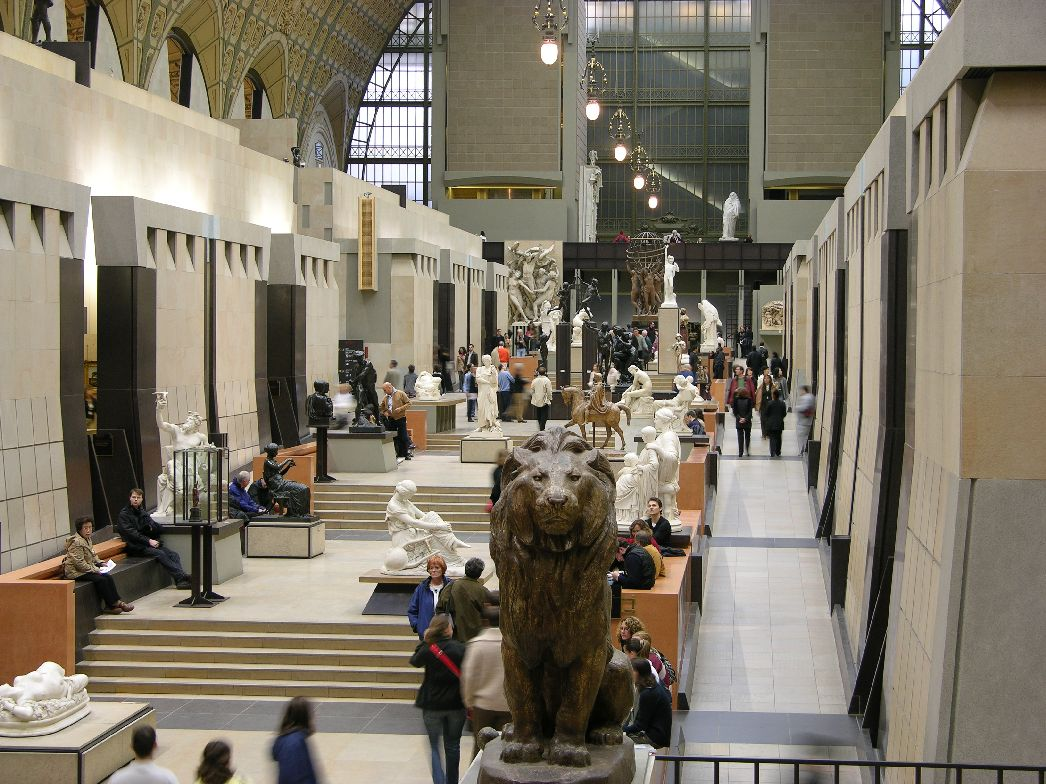
Musée d’Orsay w Paryżu, hol główny (2004)

Muzeum (łac. musaeum, z gr. μουσεῖον mouseíon ‘świątynia muz’) – instytucja kultury powołana w celu gromadzenia, badania oraz opieki nad obiektami posiadającymi wartość historyczną bądź artystyczną. W większych muzeach niewielka część z tych obiektów jest udostępniana publiczności w postaci wystaw stałych lub czasowych, natomiast reszta jest przechowywana w specjalnie do tego przystosowanych magazynach.
Nazwa pochodzi z łacińskiego musaeum, które z kolei utworzono z greckiego mouseion – miejsce lub świątynia przeznaczona muzom, greckim bóstwom poszczególnych gałęzi sztuki. Muzeum to także rodzaj starożytnych ośrodków naukowych, z których najsławniejszym był założony przez Ptolemeusza I Sotera około roku 280 p.n.e. w Aleksandrii. W skład tego muzeum wchodziła między innymi Biblioteka Aleksandryjska.

## Muzeum w polskim systemie prawnym
Ustawa z dnia 29 czerwca 2007 r. o zmianie ustawy o muzeach definiuje muzeum w artykule 1.:
„Muzeum jest jednostką organizacyjną nienastawioną na osiąganie zysku, której celem jest gromadzenie i trwała ochrona dóbr naturalnego i kulturalnego dziedzictwa ludzkości o charakterze materialnym i niematerialnym, informowanie o wartościach i treściach gromadzonych zbiorów, upowszechnianie podstawowych wartości historii, nauki i kultury polskiej oraz światowej, kształtowanie wrażliwości poznawczej i estetycznej oraz umożliwianie korzystania ze zgromadzonych zbiorów”.

## Funkcje muzeum
W uproszczeniu przyjmuje się, że muzea wielkomiejskie mają za zadanie reprezentować całokształt kultury polskiej, podczas gdy muzea regionalne mają za zadanie odzwierciedlać przede wszystkim duchową treść środowiska regionalnego i lokalnego, w którym powstały. Wyróżnia się trzy podstawowe funkcje muzeów:
1. Funkcja ochronna (zbieranie okazów muzealnych, ich porządkowanie i systematyzowanie)
2. Funkcja edukacyjna, właściwie kulturalno-naukowa i wychowawcza (tworzenie możliwości obcowania z dziełem sztuki jako wartością poznawczą i estetyczną)
3. Funkcja estetyczna (kształtowanie wrażliwości na piękno kultury)

## Klasyfikacja muzeów

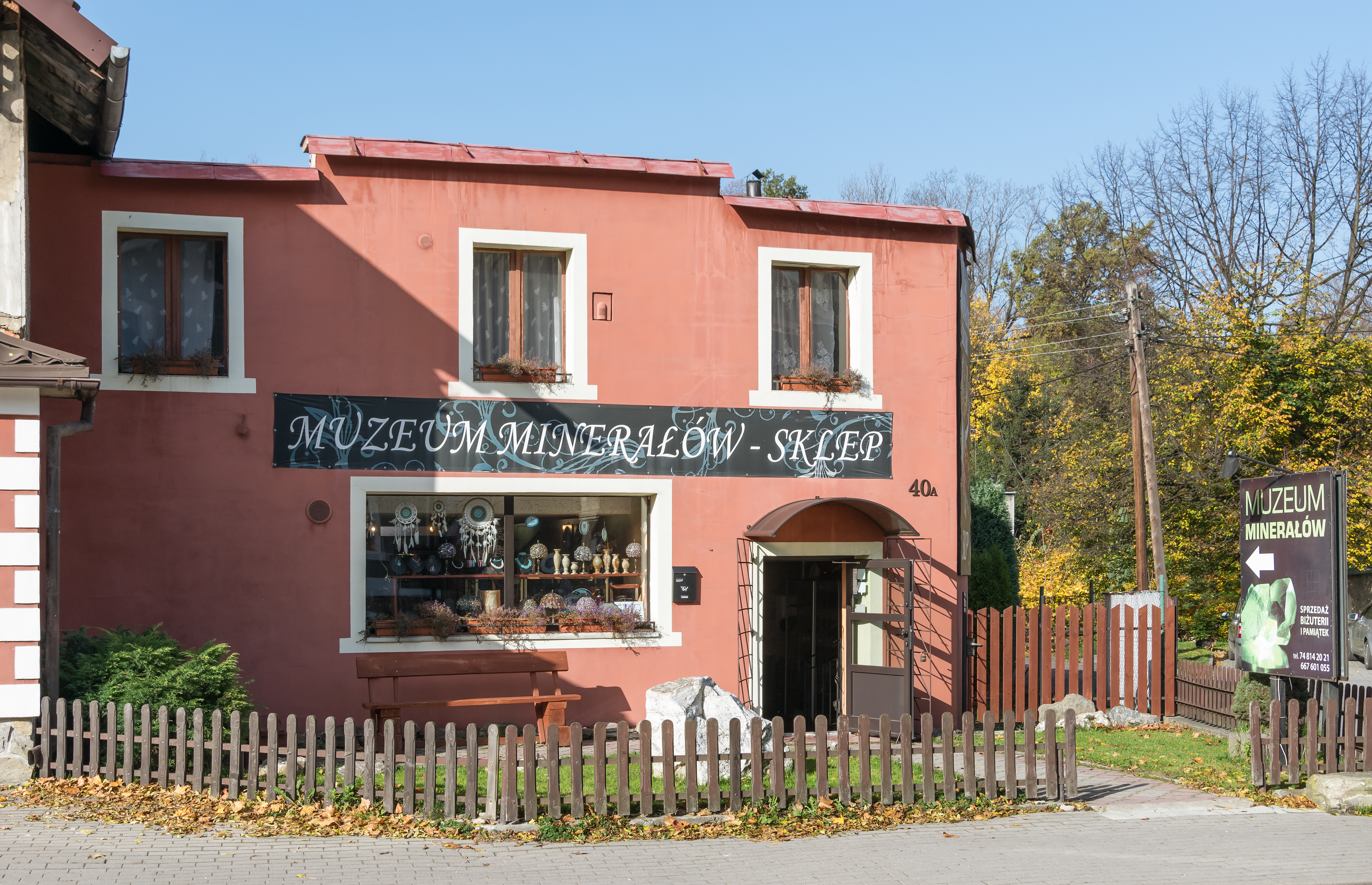
Muzeum Minerałów w Stroniu Śląskim

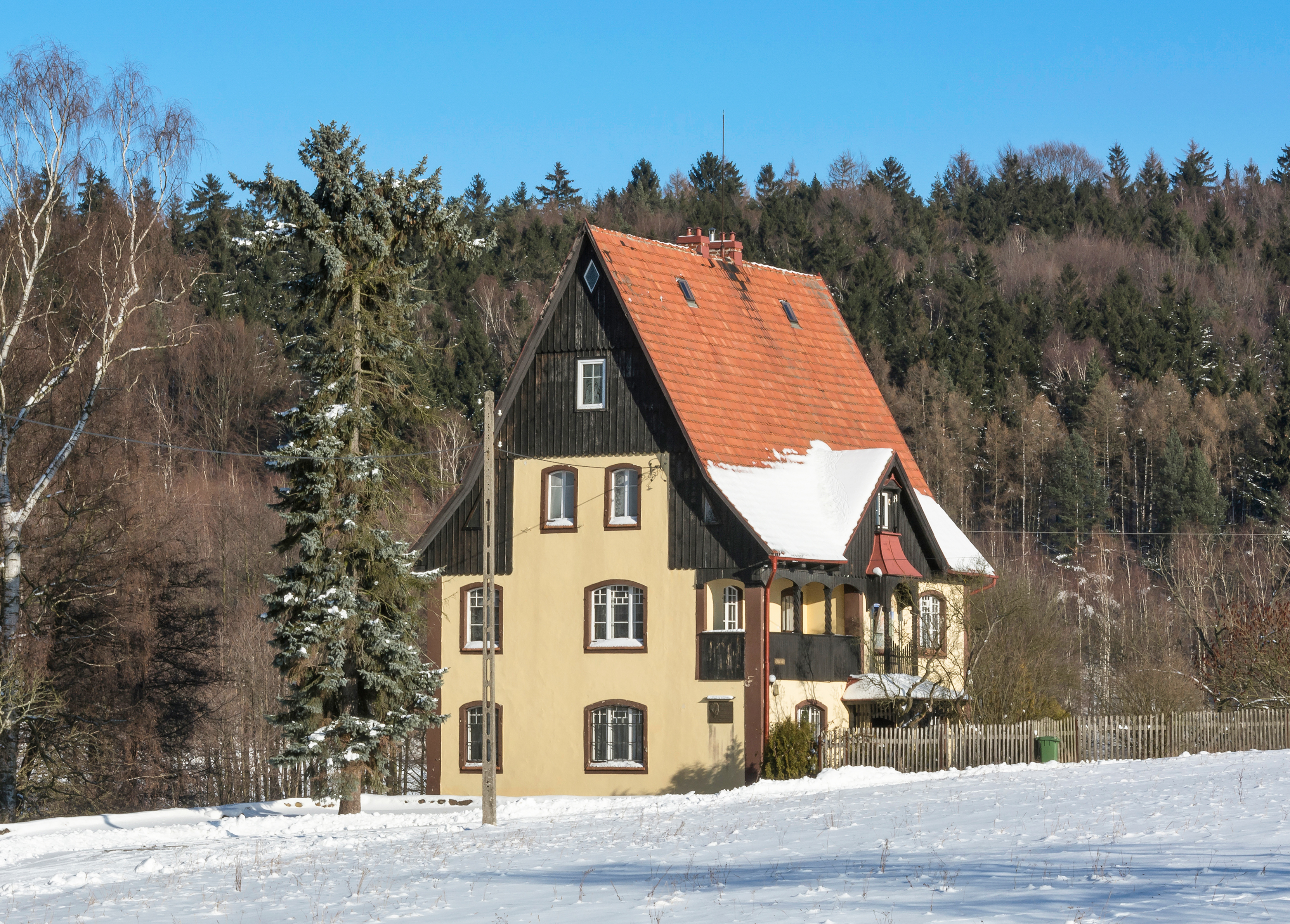
Muzeum Josepha Wittiga w Nowej Rudzie

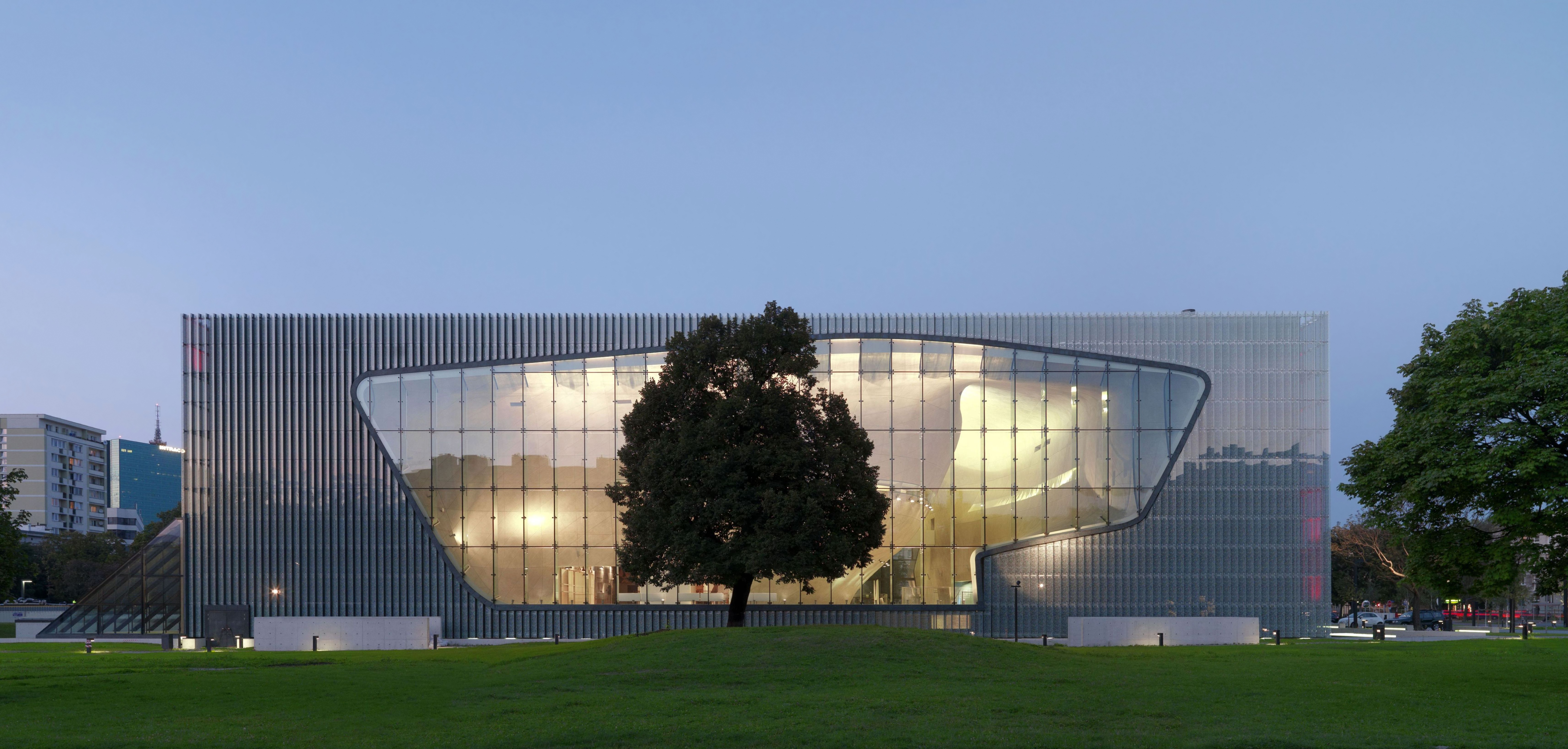
Muzeum Historii Żydów Polskich w Warszawie

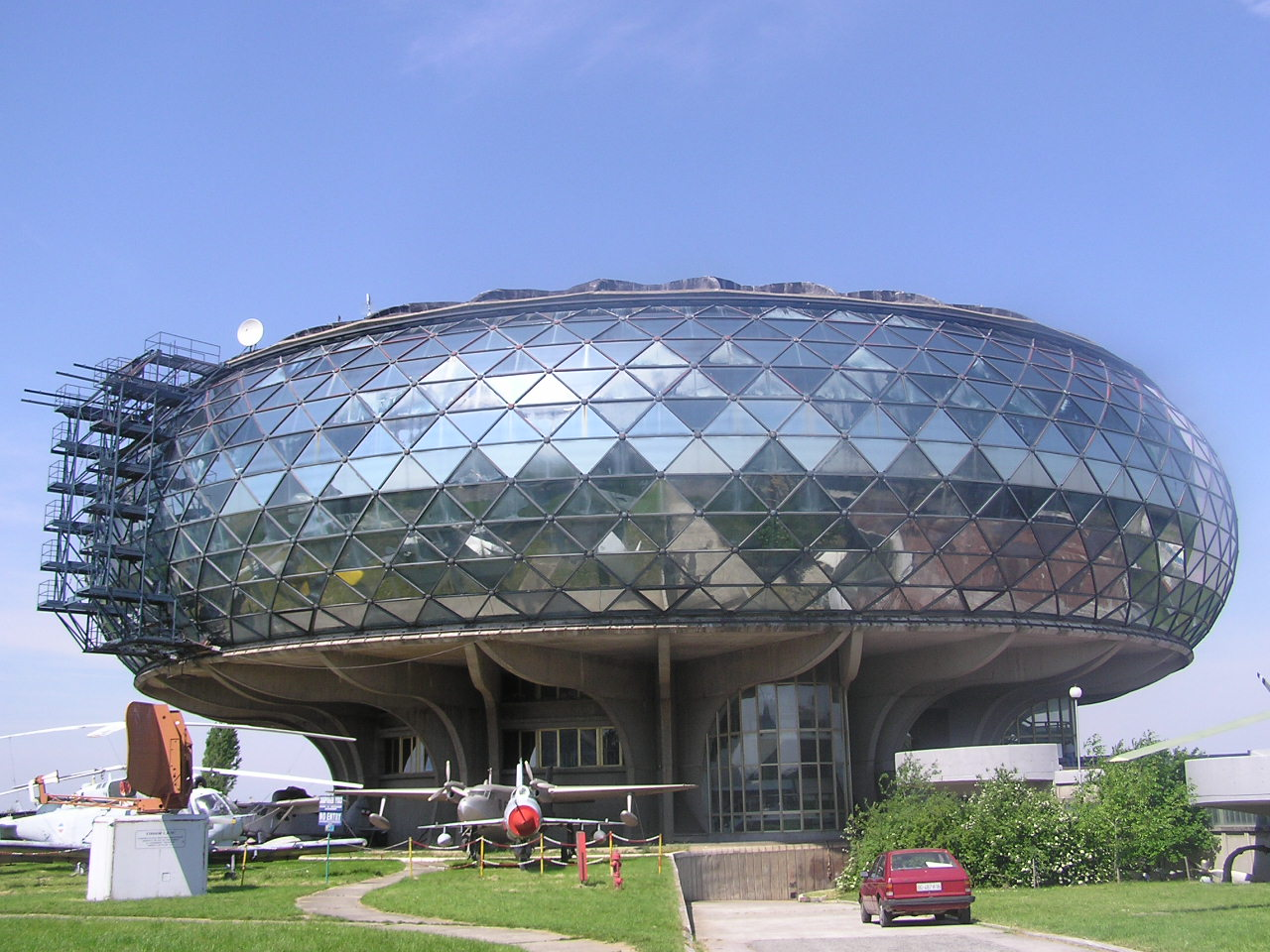
Muzeum Lotnictwa w Belgradzie

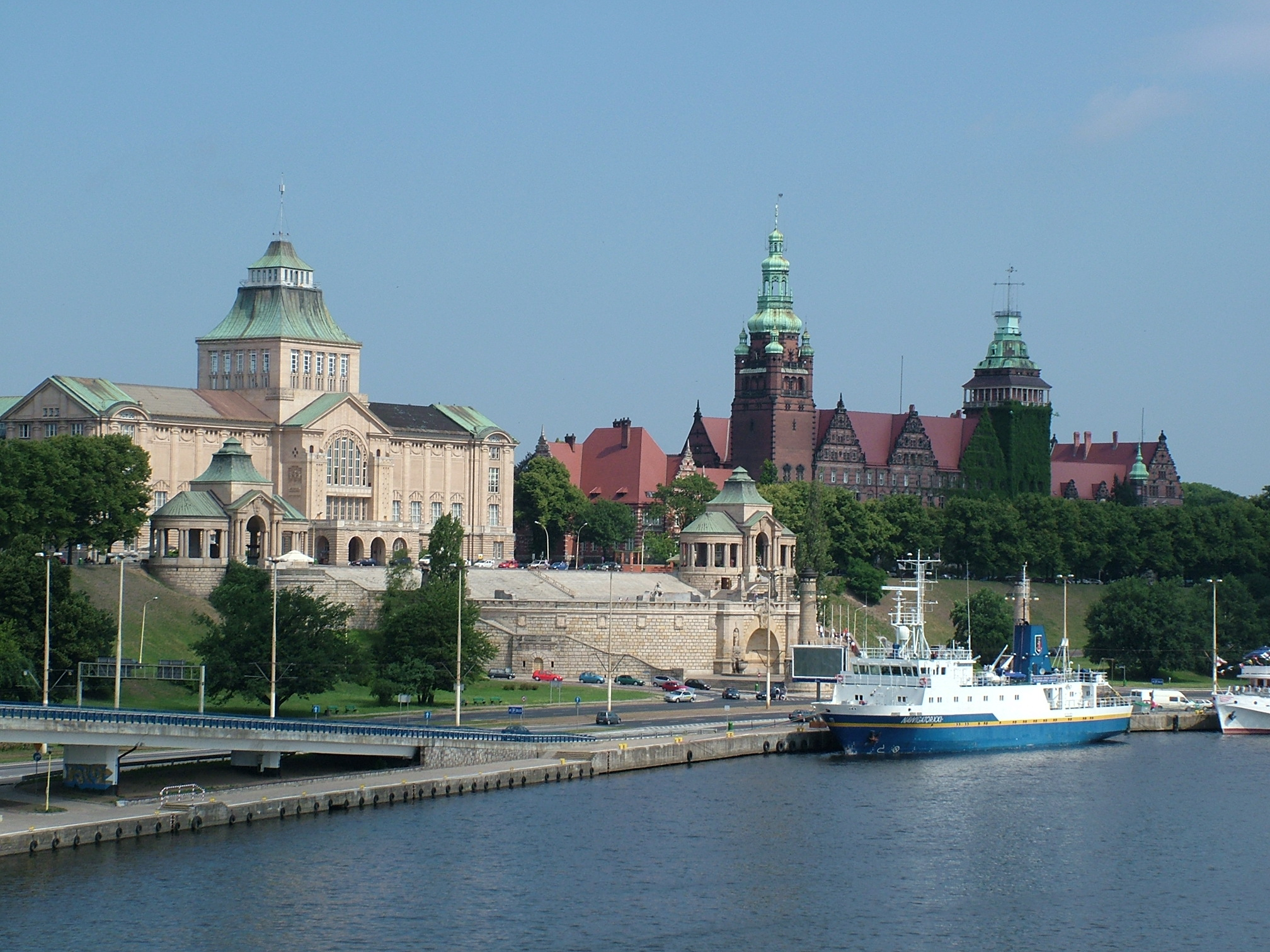
Muzeum Morskie w Szczecinie

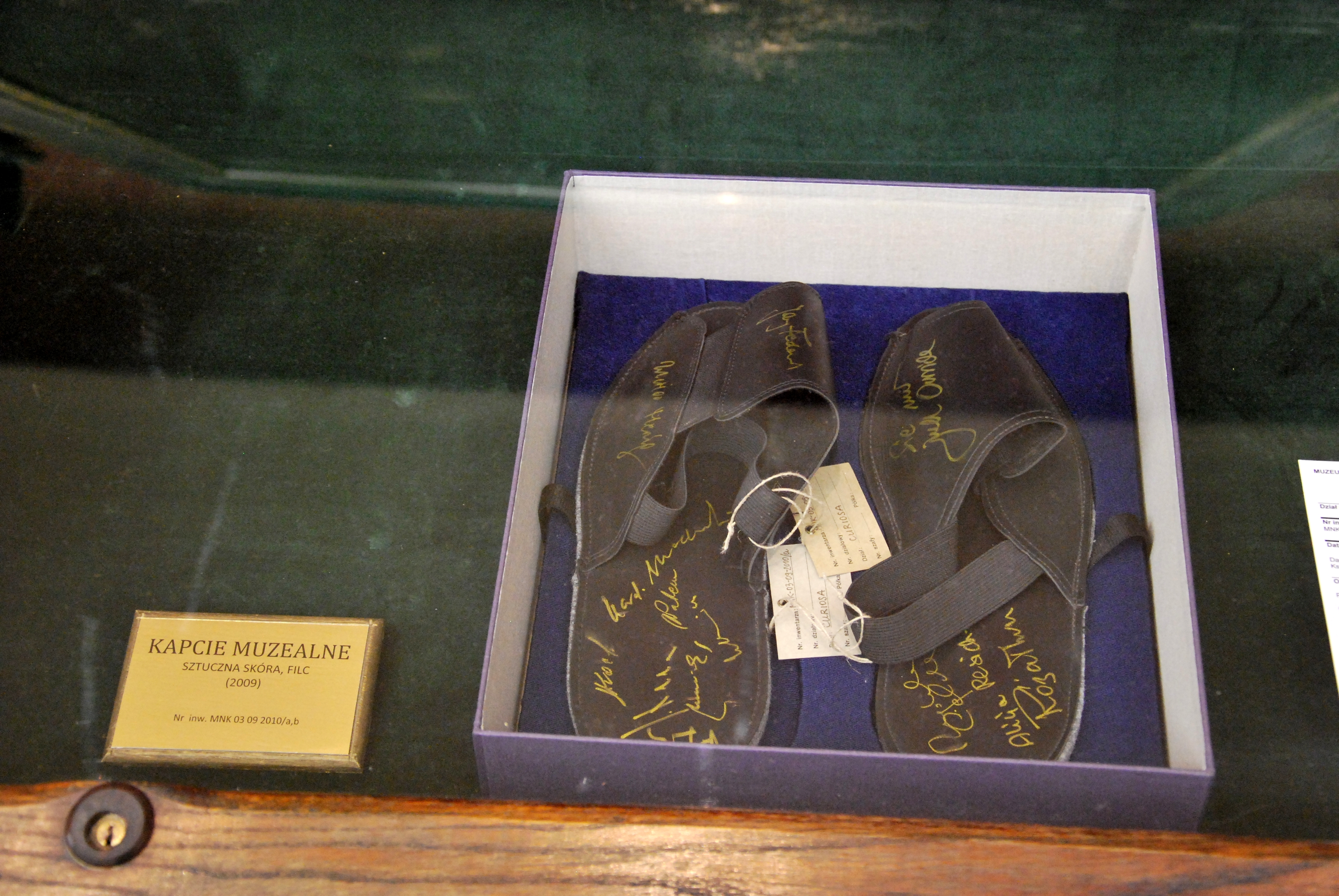
Kapcie używane w muzeach

- ze względu na przestrzeń budynku, jego nastrój i formę[2]
  - muzeum „świątynia”
  - muzeum składnica
  - muzeum – handlowe centrum kulturowe
- ze względu na typ eksponatu (tzw. podział funkcjonalno-rzeczowy)[3]
  - muzea architektury
  - muzea archeologiczne
  - muzea artystyczne
  - muzea biograficzne
  - muzea erotyki (muzea seksu)
  - muzea farmacji
  - muzea figur woskowych
  - muzea gospodarcze
  - muzea historyczne
  - muzea kolejnictwa
  - muzea literatury
  - muzea lotnictwa
  - muzea martyrologii
  - muzea medycyny
  - muzea motoryzacji
  - muzea morskie
  - muzea numizmatyki
  - muzea nauki
  - muzea pocztowe
  - muzea pożarnictwa
  - muzea przyrodnicze
  - muzea regionalne
  - muzea rolnictwa
  - muzea rzemiosła
  - muzea sakralne
  - muzea sztuki
    - galerie rzeźby
    - galerie malarstwa
    - galerie sztuk audiowizualnych
    - muzea sztuki enwironmentalnej

  - muzea teatralne
  - muzea techniczne
  - muzea więziennictwa
  - muzea zabawek
- ze względu na kryterium formalno-prawne
  - muzea zwykłe
  - muzea rejestrowe
- ze względu na podmiot prowadzący
  - muzea, których organizatorem jest Minister właściwy do spraw Kultury
  - muzea ministerialne, których organizatorem jest minister określonego ministerstwa
  - muzea samorządowe
    - muzea miejskie i gminne
    - muzea powiatowe
    - muzea wojewódzkie

  - muzea uniwersyteckie
  - muzea państwowych jednostek organizacyjnych (wojskowe, leśne, kolejowe i in.)
  - muzea społeczne
  - muzea prywatne
    - muzea kościelne
    - muzea prowadzone przez osoby fizyczne lub przedsiębiorstwa
- nowe rodzaje muzeów
  - mediateka
  - ośrodki wizualno-muzyczne
  - muzeum wirtualne